# Ipomoea ser. Batatas
Série
Ipomoea ser. Batatas (Ipomoea subg. Eriospermum sect. Eriospermum ser. Batatas) est un taxon infragénérique rattaché au genre Ipomoea, famille des Convolvulaceae, qui regroupe 14 espèces de plantes originaire (sauf une) d'Amérique tropicale, dont une est cultivée : Ipomoea batatas, la patate douce, et 13 autres comprennent des plantes sauvages apparentées. C'est l'une des neuf séries qui composent la section Ipomoea sect. Eriospermum (qui comprend en outre une soixantaine d'espèces non rattachées à une série).
Certains auteurs considèrent qu'il s'agit d'un complexe d'espèces constituant le pool génique de la patate douce. L'intérêt porté à ce groupe d'espèces tient d'une part à la compréhension de l'évolution et de la domestication de la patate douce et d'autre part à la recherche de ressources génétiques utiles pour améliorer les cultivars de patate douce.

## Caractéristiques générales
Les espèces de la série Batatas sont des plantes herbacées annuelles ou vivaces, autogames ou allogames, qui forment une série polyploïde allant de 2n = 30 à 20 = 90 chromosomes. Toutes les espèces ont des fleurs en forme d'entonnoir, de couleur blanche ou violacée à lavande, des sépales cartacés à subcoriacés, et des graines ellipsoïdes à rondes, glabres ou faiblement pubescentes.

## Liste des espèces
Selon Robert O. M. Mwanga et al., Sweetpotato (Ipomoea Batatas L.) (Genetic Improvement of Tropical Crops).
| Espèces                 | Ploïdie    | Origine                                          | Nombre d'accessions dans la banque de gènes du CIP |
| ----------------------- | ---------- | ------------------------------------------------ | -------------------------------------------------- |
| Ipomoea batatas         | 6x, 4x     | pantropicale                                     | 4616                                               |
| Ipomoea cordatotriloba  | 2x, 4x     | Amérique tropicale                               | 100                                                |
| Ipomoea cynanchifolia   | 2x         | Amérique du Sud                                  | 3                                                  |
| Ipomoea grandifolia     | 2x         | Amérique du Sud                                  | 123                                                |
| Ipomoea lacunosa        | 2x         | États-Unis                                       | 5                                                  |
| Ipomoea ×leucantha      | 2x         | Amérique du Nord (États-Unis, Mexique)           | 13                                                 |
| Ipomoea littoralis      | 2x         | Madagascar, Asie tropicale, Australie, Pacifique | -                                                  |
| Ipomoea ramosissima     | 2x         | Amérique tropicale                               | 32                                                 |
| Ipomoea splendor-sylvae | 2x         | Amérique tropicale                               | 6                                                  |
| Ipomoea tabascana       | 4x         | Mexique (Tabasco)                                | 1                                                  |
| Ipomoea tenuissima      | 2x         | Amérique tropicale                               | -                                                  |
| Ipomoea tiliacea        | 4x         | Amérique tropicale                               | 54                                                 |
| Ipomoea trifida         | 2x, 4x, 6x | Amérique tropicale                               | 183                                                |
| Ipomoea triloba         | 2x         | Amérique tropicale                               | 60                                                 |

## Distribution
La distribution des espèces sauvages de la série Batatas s'étend dans le continent américain, depuis le centre des États-Unis jusqu'au nord de l’Argentine, y compris les Caraïbes. Une espèce fait exception, il s'agit d’Ipomoea littoralis, espèce de l'Ancien Monde, originaire des zones côtières de Madagascar, d'Asie du Sud et du Sud-Est, d'Australie (Queensland) et des îles du Pacifique.
La richesse en espèces est maximum dans le centre du Mexique, en Amérique centrale et dans le nord de la région andine, ainsi que dans le sud-est des États-Unis. Jusqu'à neuf espèces ont des aires de répartition qui se chevauchent au Mexique de l'État de Veracruz à la péninsule du Yucatán. Le Mexique et l'Amérique centrale sont l'un des centres de diversité primaire de la patate douce cultivée.
Le nord-ouest de l'Amérique du Sud présente aussi un degré de richesse en espèces parentes de la patate douce plus réduit mais encore notable. C'est dans ce secteur, au Pérou, qu'ont été retrouvés des vestiges archéologiques de patates douces cultivées datant de 8 000 ans avant J.-C., qui comptent parmi les plus anciens événements de domestication enregistrés en Amérique.

## Galerie

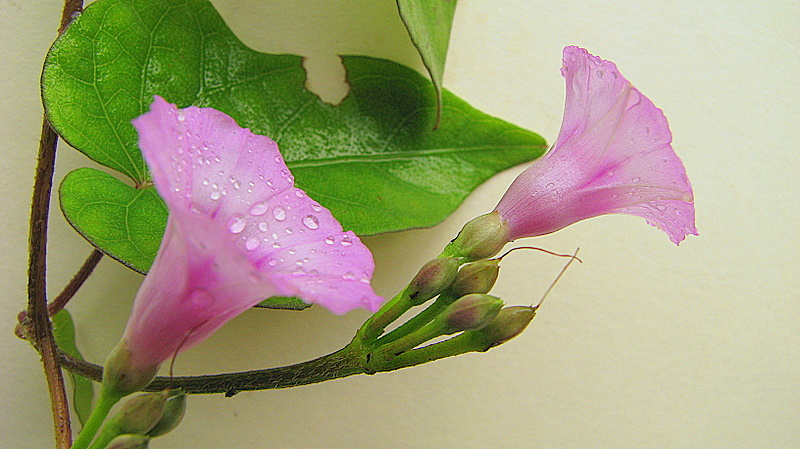
Ipomoea tiliacea.
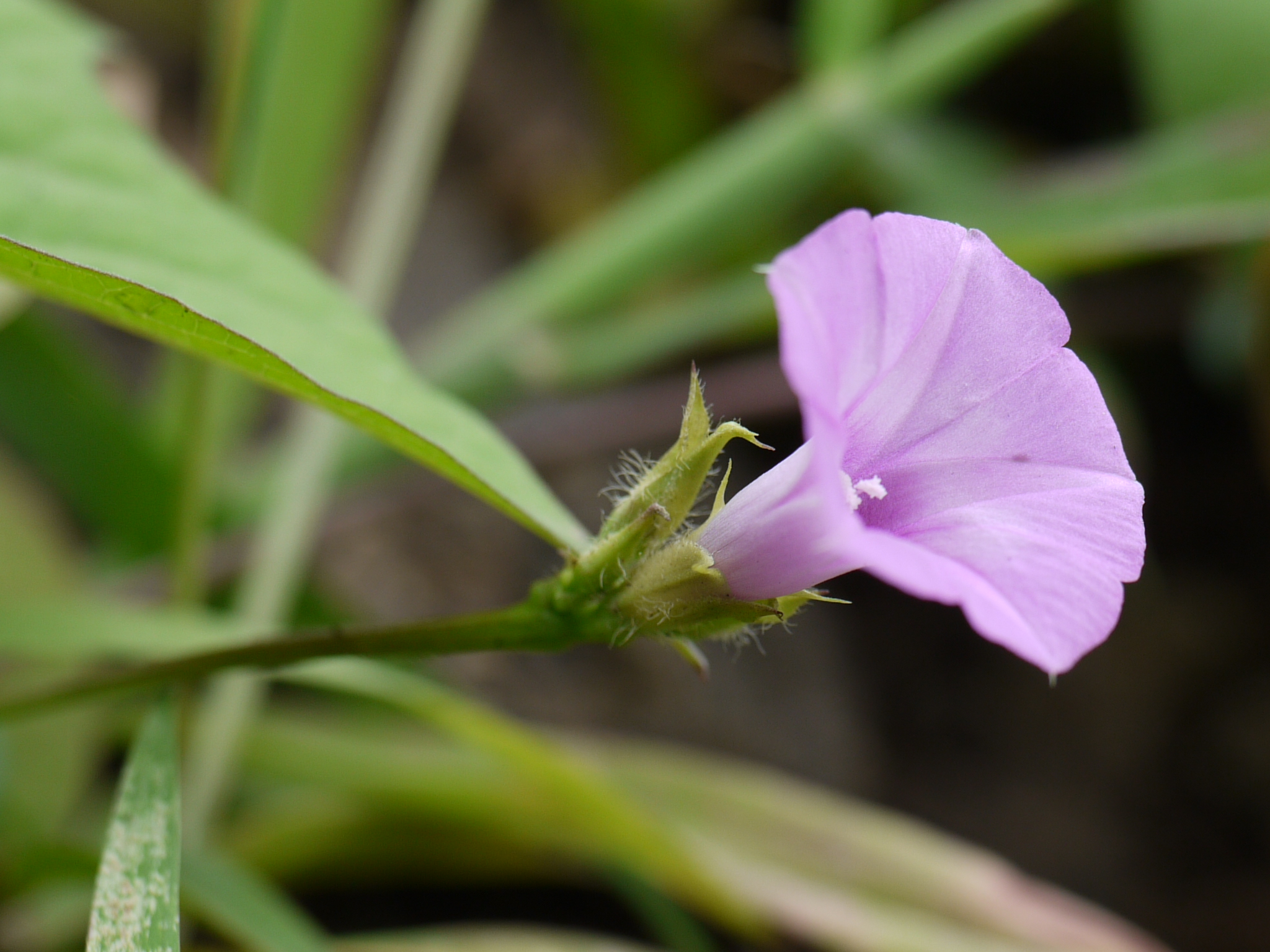
Ipomoea triloba.
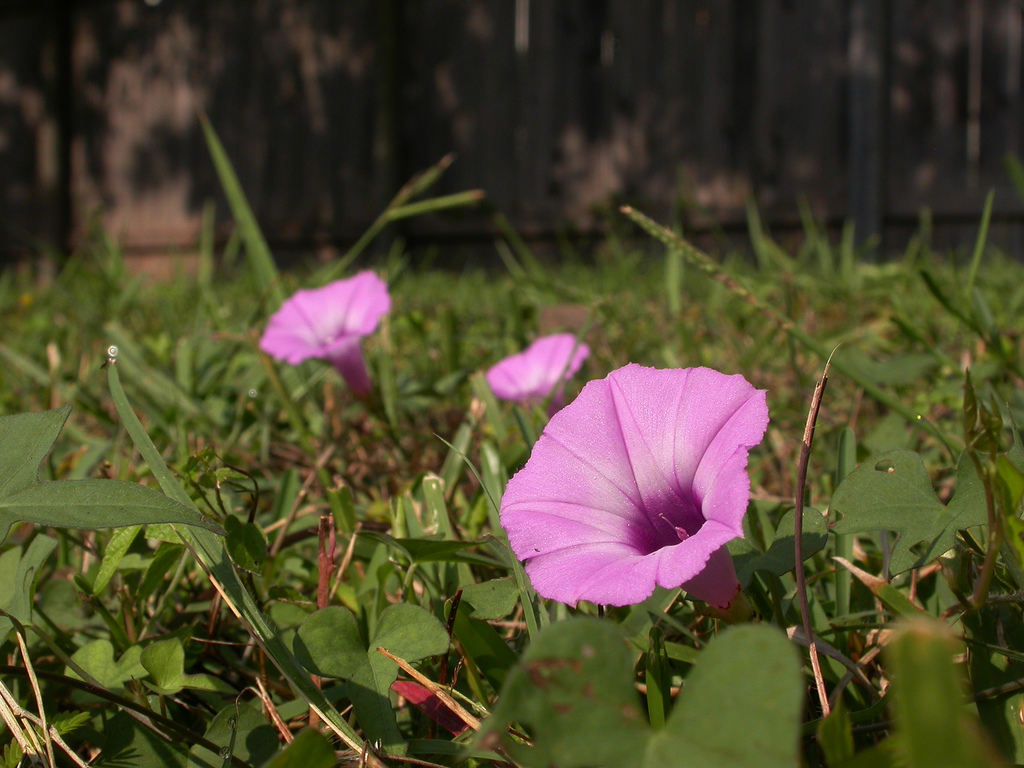
Ipomoea cordatotriloba.
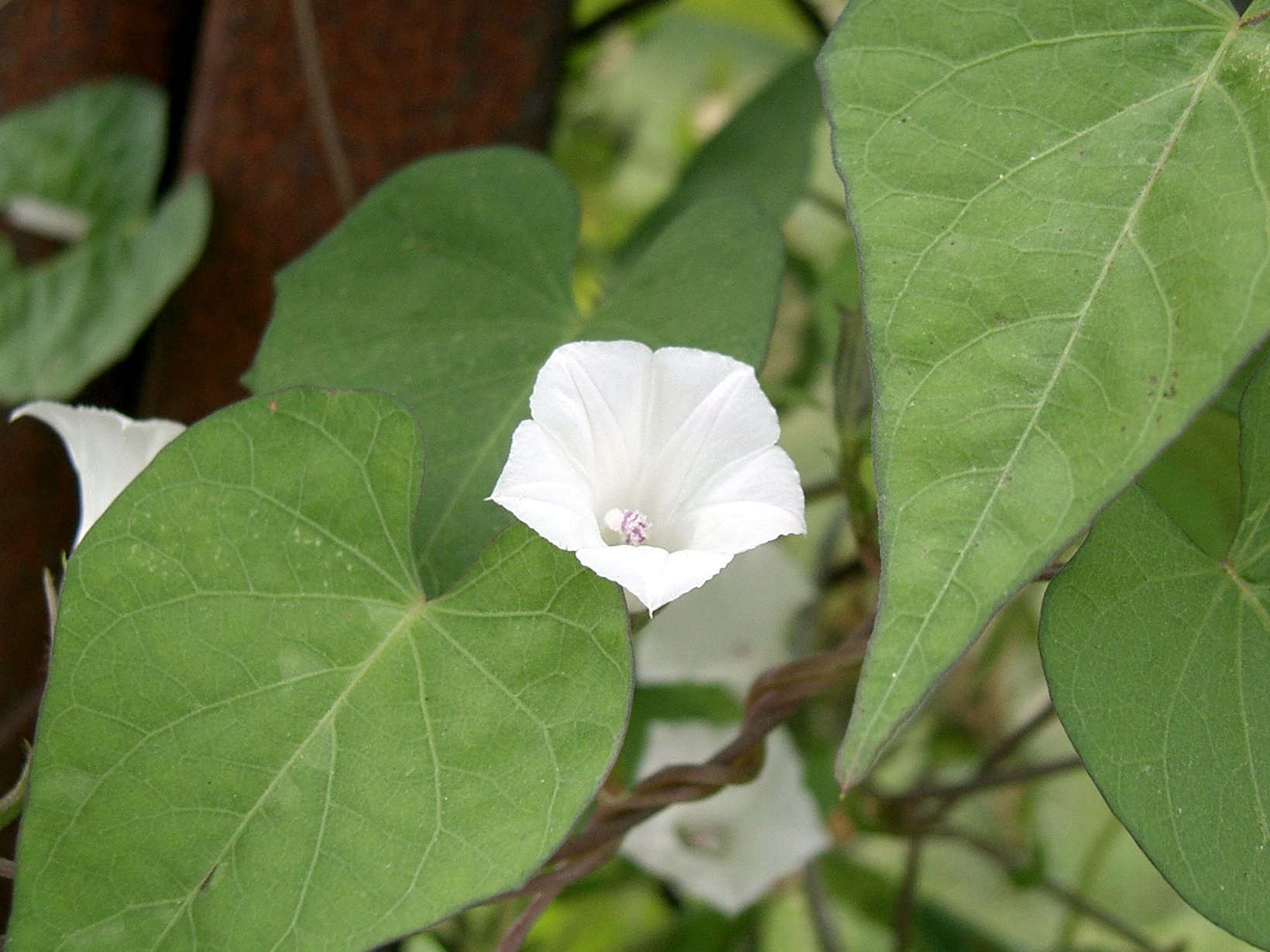
Ipomoea lacunosa.
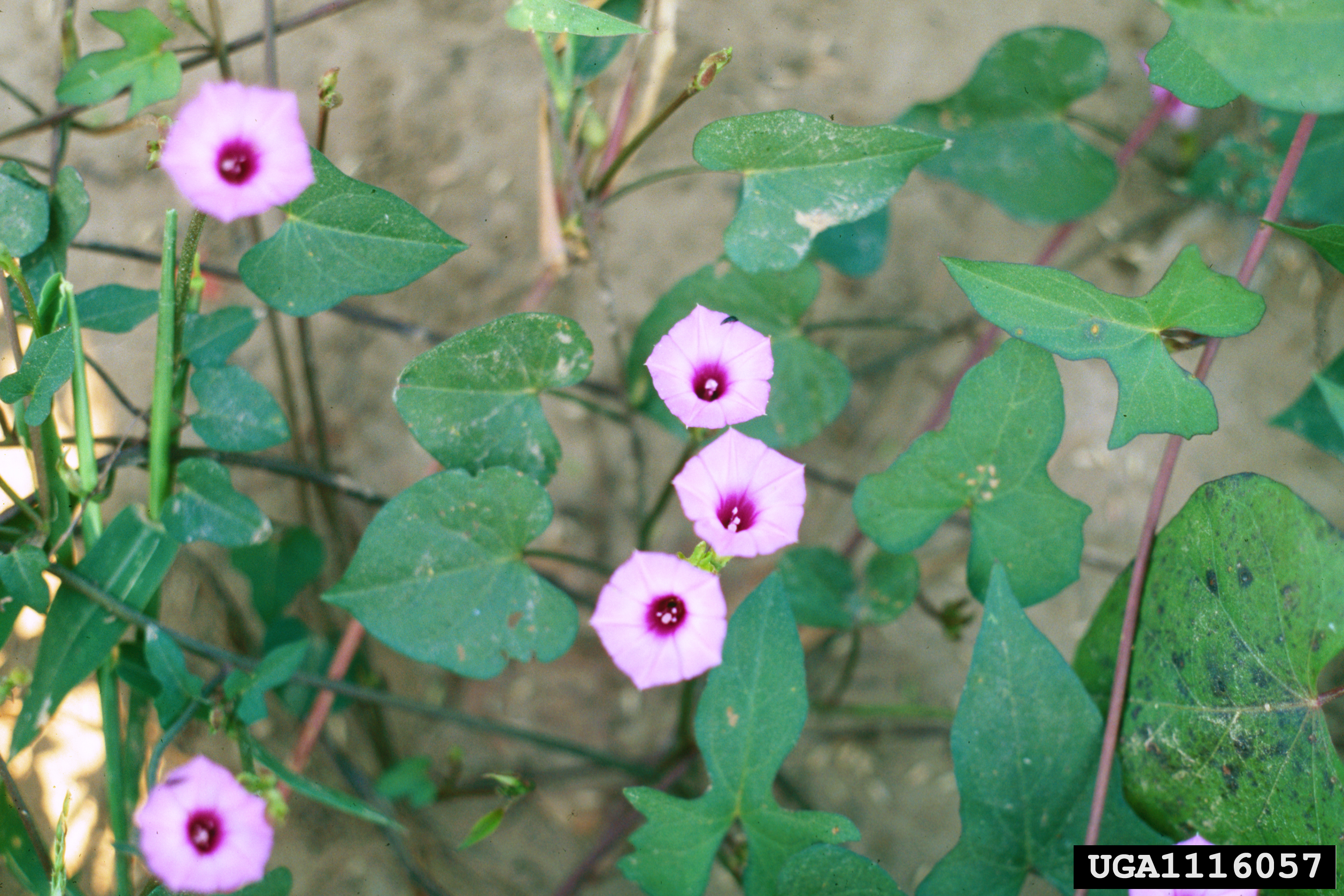
Ipomoea ×leucantha.
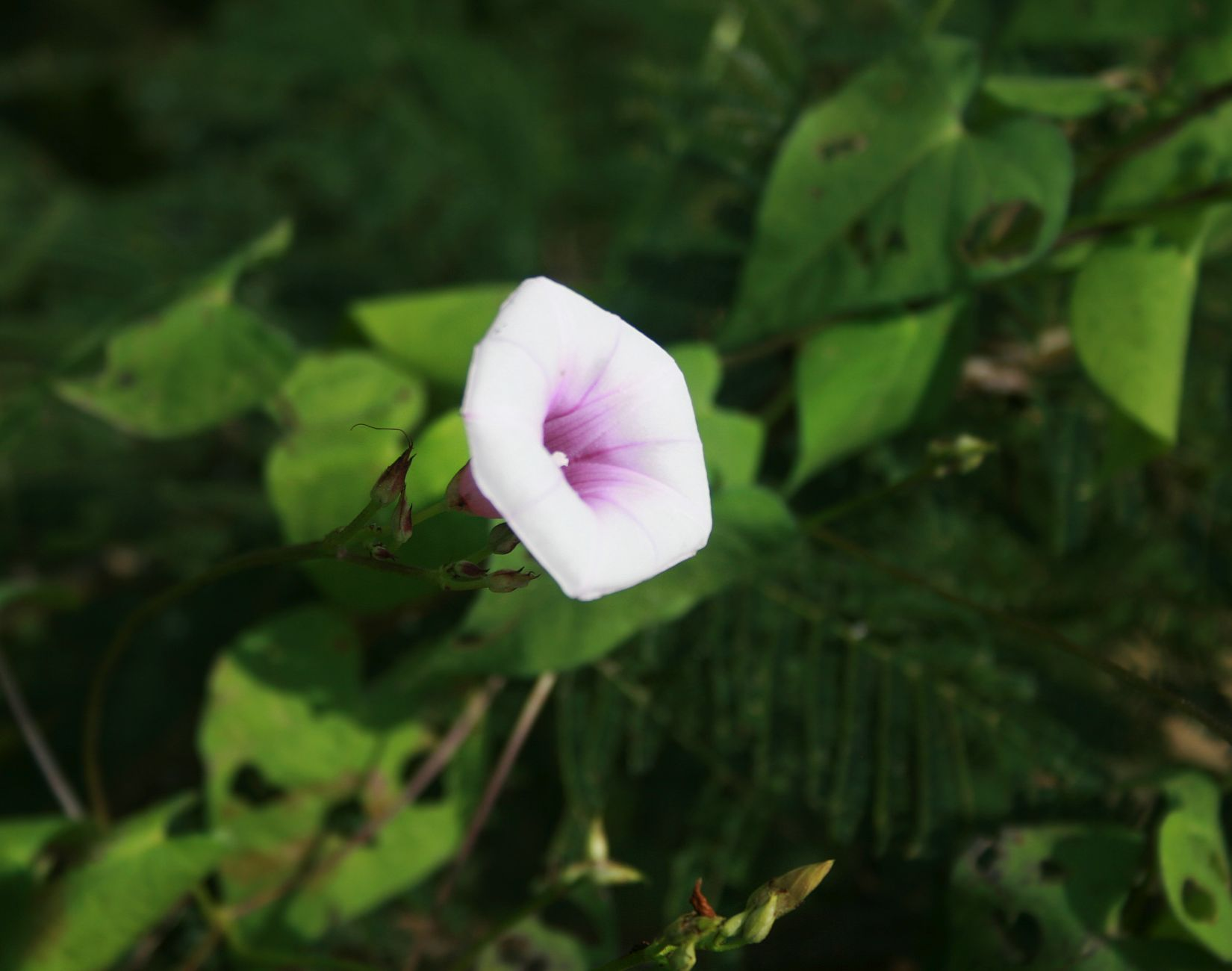
Ipomoea trifida.

## Relations avec la patate douce
Sur la base de travaux d'analyse de cytogénétique moléculaire, Ipomoea trifida est considérée comme le plus proche parent d’Ipomoea batatas et pourrait en être le précurseur. Ipomoea tabascana est considérée comme étant étroitement apparentée à Ipomoea  trifida et à Ipomoea  batatas, mais serait un hybride interspécifique plutôt qu'un progéniteur de ces deux espèces.